# خدای من، کمکم کن تا از این عشق مرگبار زنده بمانم
خدای من، کمکم کن تا از این عشق مرگبار زنده بمانم، (روسی: Го́споди! Помоги́ мне вы́жить среди́ э́той сме́ртной любви́،  آلمانی: Mein Gott, hilf mir, diese tödliche Liebe zu überleben) که برخی اوقات به نام بوسهٔ برادرانه (به آلمانی: Bruderkuss) نیز شناخته می‌شود
یک گرافیتی از دیمیتری وروبیل است که بر سمت شرقی دیوار برلین نقش بسته بود. این گرافیتی در سال ۱۹۹۰ میلادی نقاشی شده که یکی از بهترین آثار گرافیتی دیواری شهر برلین می‌باشد. این نگاره بوسهٔ برادرانهٔ سوسیالیستی لئونید برژنف و اریش هونکر را به تصویر می کشد. این نگاره در اصل یک بازتولید از یک تصویر گرفته شده در سال ۱۹۷۹ در سی‌امین سالگرد بنیان‌گذاری آلمان شرقی می باشد.

## عکس
عکس شناخته شدهٔ که صحنهٔ مشهور به آغوش کشیدن را به تصویر می‌کشد توسط ریگیس بوسو در آلمان شرقی به تاریخ هفتم اکتبر ۱۹۷۹ گرفته شده است.
این تصویر به طور گسترده ای بازنشر شد.
برژنف در برای بازدید آلمان شرقی و شرکت در جشن سالگرد بنیان‌گذاری این کشور بعنوان یک ملت کمونیست حضور یافته بود.
در پنجم اکتبر، آلمان‌شرقی و اتحاد جماهیر شوروی یک توافقنامهٔ ده‌ساله در مورد حمایت دوجانبه میان دو کشور امضا کردند که به واسطهٔ آن آلمان شرقی وظیفهٔ تأمین مشکلات مکانیکی و تجهیزات شیمیایی کشتی های شوروی بر عهده گرفت و قرار بر آن شد تا شوروی در ازای این حمایت به آلمان شرقی سوخت و تجهیزات هسته ای اعطا کند.

در حال حاضر، حقوق این تصاویر برای شرکت کوربیس محفوظ است.

## نقاشی
وروبیل این نقاشی در سال ۱۹۹۰ میلادی در سمت شرقی دیوار برلین کشید، تا پیش از فروپاشی دیوار برلین در سال ۱۹۸۹، گرافیتی بیشتر در سمت غربی دیوار برلین رواج داشت. 
وروبیل تلاش کرد تا اجازهٔ نقاشی روی جدارهٔ شرقی دیوار را دریافت نماید اما وزارت دفاع ملی آلمان شرقی در مورد دیوار برلین از خود سلب مسئولیت کرد. در این میان وروبیل یک دختر اسکاتلندی را پیدا کرد که اجازه نامهٔ نقاشی روی دیوار را میفروخت، او یک قرار داد امضاء کرد که از تمام حقوق خود در قبال نقاشی میگذشت
به‌همراه بقیهٔ نگاره ها در این قسمت، نقاشی پس از فروپاشی دیوار همچنان در معرض نمایش بود اما شرایط جوی و خرابکاران موجب این شد که نقاشی به مرور رو به زوال برود.
در مارس ۲۰۰۹ نقاشی به همراه بقیهٔ نقاشی ها از روی دیوار پاک شدند تا به هنرمندان اجازه دهد تا نقاشی هارا دوباره با رنگ پایدار تری بکشند و به وروبیل سفارش داده شد تا با اهدای ۳۰۰۰ یورو به یک پروژهٔ اجتماعی بنام مارتسان نقاشی را مجدد بکشد.
از نگاه شکل تفاوت های خفیفی میان نسخهٔ ۱۹۹۰ و نسخهٔ باز نقاشی شده در سال ۲۰۰۹ وجود دارد که وروبیل هم خود به این مسئله اذعان داشته است که چند اشتباهات فنی روی نگارهٔ اصلی صورت گرفته که دلیل این اشتباهات کم‌تجربگی و عدم آشنایی با روش نقاشی بوده است. با این حال پیام اصلی نقاشی با وجود اینکه هنرمند شک داشت تا اهالی برلین تفاوت های میان دو نسخه را درک کنند هیچ تغییری نکرده بود.
تفاوت اصلی میان بوسهٔ اول و دوم در استفاده از خطوط و رنگ‌ها بود که نسخهٔ مربوط به سال ۲۰۰۹ را بهبود داده بود و به آن ظاهری باورپذیرتر بخشیده بود.
عکاس بوسو و وریبیل یکدیگر را در سال ۲۰۰۹ ملاقات کردند و با هم عکس های از کار بازسازی شدهٔ خود گرفتند.

## پذیرش انتقادی از نقاشی
خدای من، به من کمک کن تا از این عشق مهلک زنده بمانم  به یکی از بهترین آثار شناخته شدهٔ گرافیتی بر روی دیوار برلین تبدیل شد.
بر اساس صحبت های آنتونی رید و دیوید فیشر نقاشی یک اثر منحصربه‌فرد با یک لبهٔ تیز طنز است.
همچنین این اثر با وجود اینکه یک بازسازی مستقیم الهام گرفته شده از یک تصویر بود به طور گسترده مورد انتقاد قرار گرفت.
در سال ۲۰۱۴ در یک مصاحبه هنرمند توضیح داده است که چطوری هر دو مکان و کاراکتر ها به نقاشی معنا می‌بخشند، در ادامه توضیح داده است که در این نقاشی یک آلمانی و یک روس و دیوار برلین هر سه به یک چیز مربوط هستند اما به شکل برعکس. در اینجا تمام عشق کامل وجود داشت زمانی که دیوار برلین دو دنیا را از هم گسسته بود، و این مفاهیم یک تناسب کامل بود.
او می‌خواست که یک عامل خارق‌العاده خلق کند و در نهایت به این خواسته‌اش رسید با این حال که خود خالق اثر انتظار نداشت اثرش تا این حد موفق شود.